# Труевцев, Константин Михайлович
Константи́н Миха́йлович Труевцев (29 июля 1943, Москва — 2 января 2023, Москва) — российский политолог, политический деятель. Кандидат философских наук, доцент.

## Образование
В 1967 году окончил Институт восточных языков при МГУ им. М. В. Ломоносова по специальности «востоковед-историк». В 1977 году получил учёную степень кандидата философских наук, защитив диссертацию на тему «Новые тенденции в формировании мировоззрения революционной демократии на Арабском Востоке (На примере организаций, вышедших из Движения арабских националистов)».

## Научная деятельность
С 1967 по 1969 год работал переводчиком арабского и английского языков в Йемене и Кувейте с группами советских врачей по линии Министерства здравоохранения СССР. Работал редактором в Главной редакции Ближнего и Среднего Востока Агентства печати «Новости» (1969—1973), преподавал в Институте общественных наук при ЦК КПСС (1973—1985), заведовал сектором арабских стран в Институте Африки РАН (1985—1993). 
С 1999 по 2014 год работал в Высшей школе экономики, где был доцентом Факультета прикладной политологии, преподавал такие курсы, как «Политология», «Политическая система и политический процесс современной России», «Этапы развития российского парламентаризма» и другие. Являлся заместителем декана факультета прикладной политологии ВШЭ (1999—2001), директором Исследовательского центра по правам человека.
С 2015 года работал в Центре арабских и исламских исследований Института востоковедения РАН.
Профессиональные интересы:
- Политическая система современной России.
- Электоральные процессы и партогенез в современной России.
- Политические системы и политический процесс в странах Ближнего Востока и мусульманского мира.
- Международный терроризм.

## Политическая деятельность
В 1990 году вышел из КПСС.
С августа 1991 года — сопредседатель координационного совета Союза защитников Белого дома «Живое кольцо», с 1992 — председатель Союза защитников Свободной России «Живое кольцо». Основу организации, как следует из её официальных документов, составляют граждане России, выступившие в августе 1991 года против попытки государственного переворота, октябрьского мятежа 1993 года, и «другие защитники свободной России».
В 1993 году участвовал в создании избирательного блока «Выбор России». В 1995 — член руководства избирательного блока «Общее дело». Затем был членом федерального совета Общероссийского движения «Гражданская солидарность». В качестве лидера Союза «Живое кольцо» принимал участие в создании Союза правых сил в 1999 году.
С 2002 года — член президиума политического совета Российской Конституционно-демократической партии, среди основателей которой был Союз «Живое кольцо». Баллотировался по её списку на выборах в Государственную думу в 2003 году.

## Некоторые труды
- Политическая система современной России.
- Закономерности развития избирательного процесса и методики прогнозирования выборов // Школьный экономический журнал, № 1, 2000.
- Партитура для парламента и партия президента. Закономерности развития многопартийности и избирательного процесса в России. М., 2001.
- Экономические модели введения альтернативной гражданской службы в Российской Федерации. Ротапринт. М., 2001. (Политологическое обоснование, общее руководство проектом, научное редактирование).
- Демократический аудит в России: значение, возможности, перспективы // Экономика и право, № 3, 2002.
- Арабский мир в XX веке: развитие национальной идеи // Национальная идея: история, идеология, миф / ИСР РАН. М., 2004.
- Политические системы арабских стран: между авторитаризмом и демократией // Африка и Азия сегодня, № 7, 2005.

Научный перевод
- Гали Бутрос. Путь Египта в Иерусалим. М., 2000.